# Liste der Monuments historiques in Augicourt
Die Liste der Monuments historiques in Augicourt führt die Monuments historiques in der französischen Gemeinde Augicourt auf.

## Liste der Objekte
| Bezeichnung          | Beschreibung | Standort                       | Kennzeichnung | Schutzstatus | Datum | Bild |
| -------------------- | --- | ------------------------------ | ------------- | ------------ | ----- | ---- |
| Gittertür            | Schmiedeeisen, 18. Jahrhundert | in der Kirche St-Martin (Lage) | PM70001926    | Inscrit      | 1993  |      |
| Zwei Reliquienbüsten | Holz, farbig gefasst und vergoldet, 18. Jahrhundert                                                                                            | in der Kirche St-Martin (Lage) | PM70000062    | Classé       | 1976  |      |
| Hauptaltar           | Altartisch, Tabernakel, zwei Skulpturen, Wandvertäfelung und Kommunionbank; Holz, farbig gefasst und vergoldet, Schmiedeeisen, 18. Jahrhundert | in der Kirche St-Martin (Lage) | PM70000063    | Classé       | 1976  |      |
| Kanzel               | Holz, 18. Jahrhundert | in der Kirche St-Martin (Lage) | PM70001999    | Inscrit      | 1989  |      |